# Queenie in Love
Pour plus de détails, voir Fiche technique et Distribution.
Queenie in Love est un film franco-américain d'Amos Kollek sorti en 2001.

## Synopsis
Queenie, 24 ans, vit à Manhattan et travaille auprès d'enfants en difficulté. Excentrique et déjantée, elle rêve d'être actrice.
Horace, ex-policier, vit seul dans le même quartier. Il commence une psychanalyse, après que son médecin lui annonce qu'il ne lui reste que quelques mois à vivre.
Martha et Spencer, les voisins d'Horace, forment un couple d'ex-gangsters rentrés dans le rang, qui arrondissent leurs fins de mois en organisant des orgies sado-maso à quelques dollars la séance.
Queenie est fiancée à Skip, un jeune loup aux dents longues de Wall Street. Et sa meilleure amie, Tzocki, se marie en octobre et enterre sa vie de jeune fille.
C'est alors que Horace fait la connaissance de Queenie, une rencontre qui va bouleverser leurs vies.

## Fiche technique
Source : IMDb
- Titre original : Queenie in Love
- Réalisateur et Scénariste : Amos Kollek
- Producteur : Amos Kollek
- Musique du film : David Carbonara
- Directeur de la photographie : Ed Talavera
- Montage : Ron Len
- Distribution des rôles : Caroline Sinclair
- Création des décors : Brook Yeaton
- Direction artistique : Lester Poser
- Décorateur de plateau : Jon Nissenbaum
- Création des costumes : Nives Spaleta
- Société de production : AMKO Productions Inc. et Marathon Productions
- Société de distribution : Pyramide Distribution
- Format : couleur - son Dolby SR
- Pays d'origine :  France- États-Unis
- Genre : comédie romantique
- Durée : 103 minutes
- Date de sortie :	
  - France : 12 septembre 2001

## Distribution
- Valerie Geffner : Queenie
- Victor Argo : Horace
- Louise Lasser : Martha
- Mark Margolis : Spencer
- Austin Pendleton : Alvin
- David Wike : Skip
- Kris Carr : Tzocki
- Joey Dedio : Chino
- Joe Grifasi : Berthold
- Susan Misner : Chick
- Larry Pine : Directeur